# SMS Leopard (1912)
A Leopard (ex-Yarrowdale) egy német segédcirkáló volt az első világháborúban, mely első bevetése során fennakadt a brit blokádon és a túlerővel folytatott harcban teljes legénységével együtt odaveszett a Norvég-tengeren 1917. március 16-án.

## Technikai adatok
A W. Dobson & Co. építette teherhajót Newcastle upon Tyne-ban 1912. május 3-án bocsátották vízre és a glasgow-i R. Mackill & Co. hajótársaság állította szolgálatba.
1916. december 11-én a német Möwe segédcirkáló elfogta. A német kapitány, Nikolaus zu Dohna-Schlodien a cirkálóbevetésekre kiválónak ítélt hajót személyzettel látta el és az elsüllyesztett hajókról ejtett 400 fogollyal útnak indította Németországba. Swinemündébe 1916. december 31-én érkeztek meg, majd a Kaiserliche Werftnél Kielben segédcirkálóvá építették át és a Leopard nevet adták neki. Fegyverzetét öt 15 cm-es és négy 8,8 cm-es löveg valamint két torpedóvetőcső alkotta. A hajó csúcssebessége 13 csomó, hatótávolsága pedig 26 000 tengeri mérföld volt 11 csomós sebességgel teljesen feltöltött (4500 tonna) szénkészlettel.

## Bevetése
Hans von Laffert korvettkapitány parancsnoksága alatt 1917. március 10-én hajózott ki a Leopard első és egyetlen bevetésére. Álcázásul norvég zászló alatt és Rena Norge névvel haladt, mely névvel előző évben a Greif már sikertelenül próbálkozott a blokádon átjutni. Még március 7-én figyelmeztették, hogy a német rádiófelderítés a Grönland és Skócia közt fenntartott brit blokád jelentős megerősödését észlelte az előző napok-hetek során.
A Leopardot már március 16-án a Feröer-szigetektől 320 km-re északkeletre feltartóztatta a Achilles páncélos cirkáló és a Dundee felfegyverzett gőzös. A kialakuló összecsapásnak nem volt német túlélője, míg a britek az ellenőrzés céljából a Dundee-ról átküldött hat főt veszítették el.
A hajó elvesztéséről a német admiralitás egy palackposta útján értesült, melyet 1917. június 5-én Tromsønél találtak meg a következő üzenettel:
"Március 16-án délután 2 órakor Izland és Norvégia között vagyunk. Harcban állunk 64° 50’ északi szélesség, 1° nyugati hosszúság koordinátákon egy angol cirkálóval. Németország dicsőségéért és becsületéért harcolunk. Utolsó üdvözlet a hozzátartozóinknak."
A dokumentumot a Leopard több tisztje aláírta. Más hír a hajó sorsáról nem érkezett Németországba a háború folyamán, mivel a brit sajtóban nem írtak az esetről és a német rádióforgalom megfigyeléséből sem tudtak információkat szerezni róla. Két évvel később, 1919. április 19-én közölt le a Times hivatalos jelentéseket az összecsapásról. Ebből kiderült, hogy a briteknek nem volt más veszteségük a Dundee-ről átküldött hat főn kívül, bár az összecsapás egy órán át eltartott. A két brit hajó a Leopard elsüllyedése után azonnal elhagyta a helyszínt, mivel tengeralattjárót véltek felfedezni a segédcirkáló közelében.
A Leopard volt az utolsóként útnak indított német segédcirkáló a háborúban.

## Fordítás
- Ez a szócikk részben vagy egészben  a   SMS Leopard (Hilfskreuzer) című német Wikipédia-szócikk ezen változatának fordításán alapul.  Az eredeti cikk szerkesztőit annak laptörténete sorolja fel. Ez a jelzés csupán a megfogalmazás eredetét és a szerzői jogokat jelzi, nem szolgál a cikkben szereplő információk forrásmegjelöléseként.
- Ez a szócikk részben vagy egészben  a   SMS Leopard (1912) című angol Wikipédia-szócikk ezen változatának fordításán alapul.  Az eredeti cikk szerkesztőit annak laptörténete sorolja fel. Ez a jelzés csupán a megfogalmazás eredetét és a szerzői jogokat jelzi, nem szolgál a cikkben szereplő információk forrásmegjelöléseként.

## Linkek
- angol nyelvű hivatalos jelentések a naval-history.net oldalon, lehívva: 2017. március 5.
- Leopard a german-navy.de oldalon
- Yarrowdale[halott link] a Miramar Ships Indexben